# Ван Юймэй, Иосиф
Иосиф Ван Юймэй  (кит. 王玉梅 若瑟, 1823, Хэбэй — 21 июля 1900, Хэбэй) — святой Римско-католической церкви, мученик.

## Биография
Во второй половине XIX века в Китае были сильные антихристианские настроения. Они достигли своего пика в 1899—1901 гг. во время восстания боксёров, когда в Китае началось массовое преследование христиан. Во время этих гонений по всему Китаю было убито более 30 тысяч христиан.
Иосиф Ван Юймэй был руководителем католической общины в деревне Вэй, провинция Хэбэй. 21 июля 1900 года повстанцы вторглись в деревню Вэй и арестовали местных католиков Анну Ван, Люцию Ван Ван с девятилетним сыном Андреем Ван Тяньцин. Иосиф Ван Юймэй был убит сразу же при задержании. На следующий день 22 июля 1900 года перед оставшимися арестованными поставили выбор — сохранить жизнь, отказавшись от христианства, или умереть. Анна Ван, Люция Ван Ван и Андрей Ван Тяньцин остались верны своей христианской вере и были казнены.

## Прославление
Иосиф Ван Юймэй был беатифицирован 17 апреля 1955 года римским папой Пием XII вместе с французским миссионером Леоном Мангеном и канонизирован 1 октября 2000 года римским папой Иоанном Павлом II вместе с группой 120 китайских мучеников.
День памяти в Католической церкви — 9 июля.

## Источник
- Католическая энциклопедия, т. 2, М., изд. Францисканцев, 2005 г., стр. 1035—1046, ISBN 5-89208-054-4
- George G. Christian OP, Augustine Zhao Rong and Companions, Martyrs of China, 2005, стр. 72 (англ.)